# Daviscupový tým Slovenska
Daviscupový tým Slovenska reprezentuje Slovensko v Davisově poháru od roku 1994. Před vznikem samostatného státu v roce 1993 následkem rozdělení ČSFR reprezentovali slovenští tenisté Československo.
Slovensko zaznamenalo jednu finálovou účast. Zápasy Světové skupiny si tenisté Slovenska poprvé zahráli v roce 1998 a s dvouletou pauzou v ní vydrželi až do roku 2006, kdy sestoupili. Návrat se k roku 2012 nezdařil.

## Reprezentovali
(minimální počet odehraných sezón = 3)
- Karol Beck – 4 sezóny
- Dominik Hrbatý – 14
- Martin Kližan – 4
- Ján Krošlák – 8
- Karol Kučera – 12
- Lukáš Lacko – 6
- Michal Mertiňák – 9
- Filip Polášek – 4

## Složení týmu
Složení k únoru 2012.
- Martin Kližan
- Pavol Červeňák
- Filip Polášek
- Lukáš Lacko
- Michal Mertiňák

### Související článek
- Davis Cup